# Ехталь
Ехта́ль (рос. Эхталь) — присілок у складі Таборинського району Свердловської області. Входить до складу Унже-Павинського сільського поселення.
Населення — 6 осіб (2010, 12 у 2002).
Національний склад населення станом на 2002 рік: росіяни — 75 %.